# Водно-болотні угіддя міжнародного значення в Україні

Во́дно-боло́тні угі́ддя Украї́ни — водно-болотні угіддя України, що охороняються Рамсарською конвенцією. Відповідно до Рамсарської конвенції, стороною якої є Україна, під водно-болотними угіддями розуміють «райони маршів, боліт, драговин, торфовищ чи водойм — природних або штучних, постійних або тимчасових, стоячих або проточних, прісних, солонуватих або солоних, включаючи морські акваторії, глибина яких під час відпливу не перевищує 6 метрів»
Відповідно до Рамсарської конвенції виділяють основні критерії, тобто особливості виділення водно-болотних угідь міжнародного значення, що використовується Договірними сторонами та консультативними органами для внесення угідь до Рамсарського списку, на основі їхньої унікальності чи для збереження певних видів тварин та рослин. 
Вперше «Критерії для визначення водно-болотного угіддя міжнародного значення» були прийняті у 1974 р., а потім вдосконалені на наступних засіданнях, теперішні критерії були затверджені у 1990 Рекомендацією 4.2, до якої додаються критерії щодо риб. У 2005 р. доданий був критерій 9 та поправки щодо застосування інших критеріїв.
Наведені критерії для ідентифікації водно-болотних угідь міжнародного значення схвалені 7-ю (1999 р.) та 9-ю (2005 р.) Конференціями договірних сторін, замінивши попередньо схвалені:

### Група критеріїв А. Угіддя, до складу яких входять типові, рідкісні або унікальні типи водно-болотних угідь
Критерій 1: Угіддя потрібно розглядати як ВБУ міжнародного значення, якщо воно містить типовий, рідкісний чи унікальний приклад природного, чи квазіприродного типу водно-болотного угіддя, що існує у відповідному біогеографічному регіоні.

### Група критеріїв Б. Угіддя, які мають міжнародне значення для збереження біорізноманіття та критерії щодо видів та екологічних угруповань
Критерій 2: Угіддя потрібно розглядати як ВБУ міжнародного значення, якщо воно підтримує існування вразливих видів, тобто таких які знаходяться під загрозою зникнення, або видів, що зникають чи екологічних угруповань, яким загрожує небезпека;
Критерій 3: Угіддя потрібно розглядати як ВБУ міжнародного значення, якщо воно підтримує існування популяцій видів рослин або тварин, важливих для підтримання біологічного різноманіття певного біогеографічного регіону.
Критерій 4: Угіддя потрібно розглядати як ВБУ міжнародного значення, якщо воно підтримує види рослин та/або тварин на критичних стадіях їхніх життєвих циклів, або надає їм притулок при непритаманних їм умовам існування;

### Виділяють також спеціальні критерії щодо водних птахів
Критерій 5: Угіддя потрібно розглядати як ВБУ міжнародного значення, якщо воно регулярно підтримує знаходження в його межах понад 20 тис. водних птахів.
Критерій 6: Угіддя потрібно розглядати як ВБУ міжнародного значення, якщо воно регулярно підтримує існування тут 1 % чисельності осіб у популяціях одного виду або підвиду водних птахів.

### Виділяють два спеціальні критерії щодо риб
Критерій 7: Угіддя потрібно розглядати як ВБУ міжнародного значення, якщо воно підтримує важливі пропорції місцевих підвидів, видів або родин риб, деякі окремі стадії їхнього життєвого циклу, видову взаємодію чи популяції, які є репрезентативними щодо водно-болотних угідь або їхніх цінностей, і таким чином робить свій внесок у збереження глобального біологічного різноманіття.
Критерій 8: Угіддя потрібно розглядати як ВБУ міжнародного значення, якщо воно є важливим джерелом живлення для риб, нерестовищем, місцем для підростання мальків, а також міграційним шляхом, особливо якщо від нього залежать популяції риб як в межах угіддя, так і поза його межами.
Спеціальний 9 критерій щодо інших таксонів: Угіддя потрібно розглядати як ВБУ міжнародного значення, якщо воно регулярно підтримує існування тут 1 % чисельності осіб у популяціях одного виду або підвиду нелітаючих видів тварин, що залежать від ВБУ.

## Водно-болотні угіддя згідно зі статистичним обліком та відомостями Державного земельного кадастру
Земельні угіддя, в тому числі зазначені угіддя, розглядаються та обліковуються, як земельні ресурси та як обмеження у використанні землевласниками та землекористувачами. Згідно з формами статистичної звітності Наказ «Про затвердження форм адміністративної звітності з кількісного обліку земель (форми № 11-зем, 12-зем, 15-зем, 16-зем) та Інструкцій щодо їхнього заповнення»об’єднанні в групу «Води». Води включають: «природні водотоки», «штучні водотоки», «озера, прибережні замкнуті водойми, лимани», «ставки», «штучні водосховища». Але «болота» віднесені до групи «землі без рослинного покриву або з незначним рослинним покривом». В статистичній звітності ведеться облік «водоохоронних обмежень» — це площі прибережних захисних смуг вздовж річок, навколо водойм та на островах, прибережних захисних смуг вздовж морів, морських заток і лиманів та на островах у внутрішніх морських водах, берегових смуг водних шляхів, смуг відведення.
Згідно зі статтею 36 Закону України «Про державний земельний кадастр» на офіційному вебсайті центрального органу виконавчої влади, що реалізує державну політику у сфері земельних відносин, оприлюднюються відомості Державного земельного кадастру про земельні угіддя.

## Динаміка надання статусу міжнародних ВБУ в Україні
Вважається, що офіційна дата набрання чинності Рамсарської конвенції для України — 15 листопада 1997 року. Це пояснюється тим, що ще у 1975 році, коли Україна була у складі СРСР статус водно-болотних угідь міжнародного значення було надане чотирьом водно-болотним угіддям України — Ягорлицькій, Тендрівській та Каркінітській затокам та Дунайським плавням, загальна площа яких складала 211 000 га. Україну було визнано правонаступницею СРСР, щодо участі в Рамсарській конвенції — 29 жовтня 1996 року. З метою реалізації положень Закону України «Про участь України в Конвенції про водно-болотні угіддя, що мають міжнародне значення, головним чином як середовище існування водоплавних птахів» від 1996 року, у 2002 році постановою Кабінету Міністрів України був затверджений «Порядок надання водно-болотним угіддям статусу водно-болотних угідь міжнародного значення». Саме він визначив процедуру надання водно-болотним угіддям статусу міжнародних, відповідно до критеріїв Рамсарської конвенції. Також він передбачає, що на всі водно-болотні угіддя що мають статус міжнародних складаються паспорти, відбувається забезпечення встановлення необхідних знаків на їхніх межах, крім того, межі повинні наноситись на плани та карти відповідних земельних ділянок. 
Згідно зі списком водно-болотних угідь міжнародного значення, що було опубліковано 2 лютого 2020 року на офіційному сайті Рамсарської конвенції в Україні 50 водно-болотних угідь, що мають міжнародне значення загальною площею 802 604 га. За кількістю комплексів, що входять до даного списку Україна разом із Францією займають 5 місце в Європі та 8 у світі.

## Перелік угідь, офіційно визнаних Рамсарською конвенцією
На території України 50 водно-болотних угідь, офіційно визнаних Рамсарською конвенцією.  
| №  | Назва                                                          | Дата додавання до переліку | Область                         | Площа, га | Координати                                                  | Національні об'єкти ПЗФ |
| -- | -------------------------------------------------------------- | -------------------------- | ------------------------------- | --------- | ----------------------------------------------------------- | --- |
| 1  | Аквально-скельний комплекс мису Казантип                       | 29/07/04                   | АР Крим                         | 251       | 45°28′ пн. ш. 35°51′ сх. д. / 45.467° пн. ш. 35.850° сх. д. | Казантипський природний заповідник |
| 2  | Аквально-скельний комплекс Карадагу                            | 29/07/04                   | АР Крим                         | 224       | 44°56′ пн. ш. 35°14′ сх. д. / 44.933° пн. ш. 35.233° сх. д. | Карадазький природний заповідник |
| 3  | Аквально-прибережний комплекс мису Опук                        | 29/07/04                   | АР Крим                         | 775       | 45°01′ пн. ш. 36°12′ сх. д. / 45.017° пн. ш. 36.200° сх. д. | Опуцький природний заповідник |
| 4  | Бакотська затока                                               | 29/07/04                   | Хмельницька                     | 1 590     | 48°35′ пн. ш. 26°56′ сх. д. / 48.583° пн. ш. 26.933° сх. д. | НПП «Подільські Товтри» |
| 5  | Гирлова зона річки Берди, Бердянська затока та Бердянська коса | 23/11/95                   | Запорізька                      | 1 800     | 46°44′ пн. ш. 36°48′ сх. д. / 46.733° пн. ш. 36.800° сх. д. | НПП «Приазовський» |
| 6  | Великий Чапельський під                                        | 29/07/04                   | Херсонська                      | 2 359     | 46°29′ пн. ш. 33°51′ сх. д. / 46.483° пн. ш. 33.850° сх. д. | Біосферний заповідник «Асканія Нова» |
| 7  | «Затока Білосарайська» та коса «Білосарайська»                 | 23/11/95                   | Донецька                        | 2 000     | 46°54′ пн. ш. 37°20′ сх. д. / 46.900° пн. ш. 37.333° сх. д. | НПП «Меотида» |
| 8  | Центральний Сиваш                                              | 23/11/95                   | Херсонська, АР Крим             | 80 000    | 46°07′ пн. ш. 34°15′ сх. д. / 46.117° пн. ш. 34.250° сх. д. | НПП «Азово-Сиваський» |
| 9  | Заплава Десни                                                  | 29/07/04                   | Чернігівська, Сумська           | 4 270     | 52°19′ пн. ш. 33°23′ сх. д. / 52.317° пн. ш. 33.383° сх. д. | НПП «Деснянсько-Старогутський» |
| 10 | Межиріччя Дністра і Турунчука                                  | 23/11/95                   | Одеська                         | 76 000    | 46°28′ пн. ш. 30°13′ сх. д. / 46.467° пн. ш. 30.217° сх. д. | НПП «Нижньодністровський» |
| 11 | Дніпровсько-Орільська заплава                                  | 29/07/04                   | Дніпропетровська                | 2 560     | 48°32′ пн. ш. 34°45′ сх. д. / 48.533° пн. ш. 34.750° сх. д. | Дніпровсько-Орільський природний заповідник |
| 12 | Дельта Дніпра                                                  | 23/11/95                   | Херсонська                      | 26 000    | 46°34′ пн. ш. 32°29′ сх. д. / 46.567° пн. ш. 32.483° сх. д. | НПП «Нижньодніпровський» |
| 13 | Східний Сиваш                                                  | 23/11/95                   | Херсонська, АР Крим             | 165 000   | 45°40′ пн. ш. 35°00′ сх. д. / 45.667° пн. ш. 35.000° сх. д. | ― |
| 14 | Каркінітська і Джарилгацька затоки                             | 23/11/95                   | Херсонська, АР Крим             | 87 000    | 46°00′ пн. ш. 33°05′ сх. д. / 46.000° пн. ш. 33.083° сх. д. | Джарилгацький НПП, Ботанічний заказник «Мале філофорне поле», Орнітологічний заказник «Каркінітський», Орнітологічний заказник «Острів Каланчак», Ландшафтний заказник «Карадай». |
| 15 | Озеро Картал                                                   | 23/11/95                   | Одеська                         | 500       | 45°18′ пн. ш. 28°31′ сх. д. / 45.300° пн. ш. 28.517° сх. д. | Ландшафтний заказник загальнодержавного значення «Озеро Картал» |
| 16 | Крива затока та Крива коса                                     | 23/11/95                   | Донецька                        | 1 400     | 47°03′ пн. ш. 38°08′ сх. д. / 47.050° пн. ш. 38.133° сх. д. | НПП «Меотида», орнітологічні заказники загальнодержавного значення «Бакаї Кривої коси» та «Єланчанські бакаї»                                                                     |
| 17 | Озеро Кугурлуй                                                 | 23/11/95                   | Одеська                         | 6 500     | 45°17′ пн. ш. 28°40′ сх. д. / 45.283° пн. ш. 28.667° сх. д. | ― |
| 18 | Кілійське гирло                                                | 23/11/95                   | Одеська                         | 32 800    | 45°23′ пн. ш. 29°36′ сх. д. / 45.383° пн. ш. 29.600° сх. д. | Дунайський біосферний заповідник |
| 19 | Озеро Синевир                                                  | 29/07/04                   | Закарпатська                    | 29        | 48°37′ пн. ш. 23°41′ сх. д. / 48.617° пн. ш. 23.683° сх. д. | НПП «Синевир» |
| 20 | Пониззя річки Смотрич                                          | 29/07/04                   | Хмельницька                     | 1 480     | 48°35′ пн. ш. 26°36′ сх. д. / 48.583° пн. ш. 26.600° сх. д. | НПП «Подільські Товтри» |
| 21 | Молочний лиман                                                 | 23/11/95                   | Запорізька                      | 22 400    | 46°32′ пн. ш. 35°22′ сх. д. / 46.533° пн. ш. 35.367° сх. д. | НПП «Приазовський», Гідрологічний заказник загальнодержавного значення «Молочний лиман»                                                                                           |
| 22 | Північна частина Дністровського лиману                         | 23/11/95                   | Одеська                         | 20 000    | 46°22′ пн. ш. 30°12′ сх. д. / 46.367° пн. ш. 30.200° сх. д. | НПП «Нижньодністровський» |
| 23 | Обитічна коса та Обитічна затока                               | 23/11/95                   | Запорізька                      | 2 000     | 46°35′ пн. ш. 36°12′ сх. д. / 46.583° пн. ш. 36.200° сх. д. | Ландшафтний заказник загальнодержавного значення «Коса Обіточна» |
| 24 | Болотний масив Переброди                                       | 29/07/04                   | Рівненська                      | 12 718    | 51°42′ пн. ш. 27°08′ сх. д. / 51.700° пн. ш. 27.133° сх. д. | Рівненський природний заповідник |
| 25 | Поліські болота                                                | 29/07/04                   | Житомирська                     | 2 145     | 51°31′ пн. ш. 28°01′ сх. д. / 51.517° пн. ш. 28.017° сх. д. | Поліський природний заповідник |
| 26 | Заплава річки Прип'ять                                         | 23/11/95                   | Волинська                       | 12 000    | 51°48′ пн. ш. 25°15′ сх. д. / 51.800° пн. ш. 25.250° сх. д. | НПП «Прип'ять-Стохід» |
| 27 | Озеро Сасик                                                    | 23/11/95                   | Одеська                         | 21 000    | 45°40′ пн. ш. 29°41′ сх. д. / 45.667° пн. ш. 29.683° сх. д. | Дунайський біосферний заповідник |
| 28 | Система озер Шагани-Алібей-Бурнас                              | 23/11/95                   | Одеська                         | 19 000    | 45°48′ пн. ш. 29°55′ сх. д. / 45.800° пн. ш. 29.917° сх. д. | НПП «Тузловські лимани» |
| 29 | Шацькі озера                                                   | 23/11/95                   | Волинська                       | 32 850    | 51°31′ пн. ш. 23°50′ сх. д. / 51.517° пн. ш. 23.833° сх. д. | Шацький НПП |
| 30 | Заплава річки Стохід                                           | 23/11/95                   | Волинська                       | 10 000    | 51°40′ пн. ш. 25°22′ сх. д. / 51.667° пн. ш. 25.367° сх. д. | НПП «Прип'ять-Стохід» |
| 31 | Тендрівська затока                                             | 23/11/95                   | Херсонська                      | 38 000    | 46°14′ пн. ш. 31°56′ сх. д. / 46.233° пн. ш. 31.933° сх. д. | Чорноморський біосферний заповідник |
| 32 | Тилігульський лиман                                            | 23/11/95                   | Одеська, Миколаївська           | 26 000    | 46°50′ пн. ш. 31°10′ сх. д. / 46.833° пн. ш. 31.167° сх. д. | РЛП «Тилігульський» (Миколаївська область), РЛП «Тилігульський» (Одеська область)                                                                                                 |
| 33 | Ягорлицька затока                                              | 23/11/95                   | Херсонська, Миколаївська        | 34 000    | 46°24′ пн. ш. 31°53′ сх. д. / 46.400° пн. ш. 31.883° сх. д. | Ягорлицький орнітологічний заказник загальнодержавного значення, Чорноморський біосферний заповідник                                                                              |
| 34 | Черемське болото                                               | 24/10/12                   | Волинська                       | 2 975,7   | 51°32′ пн. ш. 25°32′ сх. д. / 51.533° пн. ш. 25.533° сх. д. | Черемський природний заповідник |
| 35 | Болотний масив «Сира Погоня»                                   | 24/12/13                   | Рівненська                      | 9 926     | 51°31′ пн. ш. 27°13′ сх. д. / 51.517° пн. ш. 27.217° сх. д. | Рівненський природний заповідник |
| 36 | Заплава «Сім маяків»                                           | 24/12/13                   | Запорізька                      | 2 140     | 47°26′ пн. ш. 35°03′ сх. д. / 47.433° пн. ш. 35.050° сх. д. | НПП «Великий Луг» |
| 37 | Болотний масив «Сомине»                                        | 24/12/13                   | Рівненська                      | 10 852    | 51°25′ пн. ш. 26°55′ сх. д. / 51.417° пн. ш. 26.917° сх. д. | Рівненський природний заповідник |
| 38 | Архіпелаг «Великі й Малі Кучугури»                             | 24/12/13                   | Запорізька                      | 7 740     | 47°34′ пн. ш. 35°12′ сх. д. / 47.567° пн. ш. 35.200° сх. д. | НПП «Великий Луг» |
| 39 | Біле озеро та болото Коза-Березина                             | 24/12/13                   | Рівненська                      | 8 036.5   | 51°30′ пн. ш. 25°45′ сх. д. / 51.500° пн. ш. 25.750° сх. д. | Рівненський природний заповідник |
| 40 | Атак — Боржавське                                              | 23/02/11                   | Закарпатська                    | 283       | 48°14′ пн. ш. 22°48′ сх. д. / 48.233° пн. ш. 22.800° сх. д. | РЛП «Притисянський» |
| 41 | Долина нарцисів                                                | 23/02/11                   | Закарпатська                    | 256       | 48°10′ пн. ш. 23°21′ сх. д. / 48.167° пн. ш. 23.350° сх. д. | Карпатський біосферний заповідник |
| 42 | Печера Дружба                                                  | 23/02/11                   | Закарпатська                    | 0,13      | 48°15′ пн. ш. 23°37′ сх. д. / 48.250° пн. ш. 23.617° сх. д. | Карпатський біосферний заповідник |
| 43 | Болото «Чорне багно»                                           | 23/02/11                   | Закарпатська                    | 15        | 48°23′ пн. ш. 23°05′ сх. д. / 48.383° пн. ш. 23.083° сх. д. | НПП «Зачарований край» |
| 44 | Бурштинське водосховище                                        | 23/02/11                   | Івано-Франківська               | 1 260     | 49°14′ пн. ш. 24°40′ сх. д. / 49.233° пн. ш. 24.667° сх. д. | Галицький НПП |
| 45 | Витоки р. Погорілець                                           | 23/02/11                   | Івано-Франківська               | 1 625     | 48°03′ пн. ш. 24°39′ сх. д. / 48.050° пн. ш. 24.650° сх. д. | Карпатський НПП |
| 46 | Витоки ріки Прут                                               | 23/02/11                   | Івано-Франківська, Закарпатська | 4 935     | 48°10′ пн. ш. 24°33′ сх. д. / 48.167° пн. ш. 24.550° сх. д. | Карпатський НПП |
| 47 | Ріка Дністер                                                   | 23/02/11                   | Івано-Франківська               | 820       | 49°08′ пн. ш. 24°43′ сх. д. / 49.133° пн. ш. 24.717° сх. д. | Галицький НПП |
| 48 | Верхове болото Надсяння                                        | 23/02/11                   | Львівська                       | 37        | 49°10′ пн. ш. 22°43′ сх. д. / 49.167° пн. ш. 22.717° сх. д. | РЛП «Надсянський» |
| 49 | Лядова-Мурафа                                                  | 21/09/11                   | Вінницька                       | 5 394,28  | 48°23′ пн. ш. 27°53′ сх. д. / 48.383° пн. ш. 27.883° сх. д. | РЛП «Дністер» |
| 50 | Урочище Озірний-Бребенескул                                    | 21/09/11                   | Закарпатська                    | 1 656,91  | 48°06′ пн. ш. 24°32′ сх. д. / 48.100° пн. ш. 24.533° сх. д. | Карпатський біосферний заповідник |

## Перелік угідь, погоджених розпорядженнями Кабміну України
Деякі водно-болотні угіддя погоджені розпорядженням Кабінету Міністрів України і подані на розгляд Секретаріату Рамсарської конвенції. До них належать:
| № | Назва             | Дата погодження | Область              | Площа, га | Координати                                                  |
| - | ----------------- | --------------- | -------------------- | --------- | ----------------------------------------------------------- |
| 1 | Верхів'я річки Уж | 24/10/12        | Закарпатська область | 1 054     |                                                             |
| 2 | Форнош            | 24/10/12        | Закарпатська область | 210       | 48°21′ пн. ш. 22°45′ сх. д. / 48.350° пн. ш. 22.750° сх. д. |

## Перелік перспективних угідь
Ряд водно-болотних угідь є перспективними для визнання Рамсарською конвенцією. До таких належать:
| №  | Назва                                          | Область                            | Площа, га | Координати                                                  |
| -- | ---------------------------------------------- | ---------------------------------- | --------- | ----------------------------------------------------------- |
| 1  | Заплава Десни між м. Остер та с. Смолин        | Чернігівська область               | 22 000    | 51°06′ пн. ш. 30°56′ сх. д. / 51.100° пн. ш. 30.933° сх. д. |
| 2  | Клебан-Бик                                     | Донецька область                   | 1 800     | 48°26′ пн. ш. 37°41′ сх. д. / 48.433° пн. ш. 37.683° сх. д. |
| 3  | Верхів’я Каховського водосховища               | Запорізька область                 | 6 600     | 47°32′ пн. ш. 35°14′ сх. д. / 47.533° пн. ш. 35.233° сх. д. |
| 4  | Біленько-розумовські плавні                    | Запорізька область                 | 4 295     | 47°09′ пн. ш. 35°41′ сх. д. / 47.150° пн. ш. 35.683° сх. д. |
| 5  | Сіверськодонецька заплава                      | Луганська область                  | 3 400     | 48°56′ пн. ш. 38°10′ сх. д. / 48.933° пн. ш. 38.167° сх. д. |
| 6  | Заплава Сули                                   | Сумська область                    | 8 000     | 50°43′ пн. ш. 33°36′ сх. д. / 50.717° пн. ш. 33.600° сх. д. |
| 7  | Ворожбянський                                  | Сумська область                    | 4 860     | 50°45′ пн. ш. 34°42′ сх. д. / 50.750° пн. ш. 34.700° сх. д. |
| 8  | Бузькі брояки                                  | Миколаївська область               | 830       | 47°52′ пн. ш. 31°07′ сх. д. / 47.867° пн. ш. 31.117° сх. д. |
| 9  | Верхів’я Кременчуцького водосховища            | Черкаська область                  | 11 000    | 49°35′ пн. ш. 31°52′ сх. д. / 49.583° пн. ш. 31.867° сх. д. |
| 10 | Сульська затока                                | Черкаська, Полтавська області      | 31 161,3  | 49°28′ пн. ш. 32°45′ сх. д. / 49.467° пн. ш. 32.750° сх. д. |
| 11 | Вакалівське                                    | Сумська область                    | 1 500     | 51°01′ пн. ш. 34°55′ сх. д. / 51.017° пн. ш. 34.917° сх. д. |
| 12 | Ворсклянське                                   | Сумська область                    | 13 500    | 50°23′ пн. ш. 34°58′ сх. д. / 50.383° пн. ш. 34.967° сх. д. |
| 13 | Ділянка Дніпра між Києвом та Українкою         | Київська область                   | 25 000    | 50°10′ пн. ш. 30°49′ сх. д. / 50.167° пн. ш. 30.817° сх. д. |
| 14 | Північно-східна частина Київського водосховища | Чернігівська область               | 25 600    | 51°09′ пн. ш. 30°34′ сх. д. / 51.150° пн. ш. 30.567° сх. д. |
| 15 | Дідове озеро та урочище Плотниця               | Житомирська область                | 754       | 51°22′ пн. ш. 28°00′ сх. д. / 51.367° пн. ш. 28.000° сх. д. |
| 16 | Озеро Турське                                  | Волинська область                  | 1 400     | 51°39′ пн. ш. 24°18′ сх. д. / 51.650° пн. ш. 24.300° сх. д. |
| 17 | Кременчуцькі плавні                            | Полтавська, Кіровоградська області | 5 080     | 49°04′ пн. ш. 33°36′ сх. д. / 49.067° пн. ш. 33.600° сх. д. |